# Gunn Wållgren
Gunnel (Gunn) Margaret Haraldsdotter Wållgren, född 16 november 1913 i Göteborgs domkyrkoförsamling, Göteborg, död 4 juni 1983 i Oscars församling, Stockholm, var en svensk skådespelare.

## Biografi
Wållgren var dotter till direktören Harald Wållgren (1880–1959) och Margareta Gimberg (1887–1976). Hon växte upp i Göteborg och tillbringade somrarna i moderns och mosterns sommarvilla Söndagskullen på Nyckelön i Kvicksund i Rytterne socken i Västmanlands län.

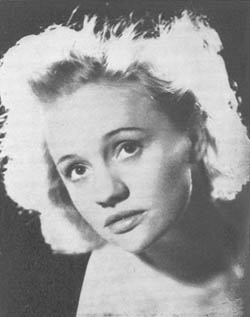
Gunn Wållgren, 1940-tal.

År 1934–1937 studerade Wållgren vid Dramatens elevskola, samtidigt som Sif Ruud, och hade där bland andra Hilda Borgström som dramalärare. Efter elevskoleåren erbjöds hon direkt fast anställning på Dramaten där hon kom att bli en av dess främsta scenskådespelare under 1900-talet. Till hennes legendariska rolltolkningar på Dramaten räknas Curleys hustru i John Steinbecks Möss och människor 1940, hennes Ofelia mot Lars Hansons Hamlet 1942, Jeanne d'Arc i Johanna av Lottringen 1944, Indras dotter i Strindbergs Ett drömspel 1955, Nora i Ibsens Ett dockhem 1962, Gerda i Strindbergs Oväder 1964 och rollen som Ethel Thayer i Sista sommaren 1981. Förutom på Dramaten spelade hon på flera privatteatrar i Stockholm, som Nya Teatern där hon kom att göra en hel del uppmärksammade Tjechov-tolkningar med Per-Axel Branner som regissör.
År 1972 specialskrev Kent Andersson pjäsen Agnes för Gunn Wållgren; hon gjorde stor succé i titelrollen på Scalateatern. Tillsammans med Birgitta Andersson hade hon även stor framgång i Hasse Ekmans uppsättning av Joseph Kesselrings Arsenik och gamla spetsar på samma teater 1970.
Även på film kom Gunn Wållgren att göra en hel del uppmärksammade starka kvinnoporträtt på 1940- och 50-talen: som ungdomsbrottsling i Kvinnor i fångenskap 1943, som Klara Fina Gulleborg i Gustaf Molanders filmatisering av Kejsarn av Portugallien 1944, som frånskild flygvärdinna i Hasse Ekmans Medan porten var stängd, som Rut Köhler i Kvinna utan ansikte (manus: Ingmar Bergman), Birgit i Hasse Ekmans Var sin väg 1948 och som kvinnlig politiker i Glasberget 1953. Bland senare roller märks tv-serien Söderkåkar 1970, Dantes faster i Hasse å Tages Mannen som slutade röka 1972, duvdrottningen Sofia i Astrid Lindgrens Bröderna Lejonhjärta 1977 och hennes Guldbagge-belönade biroll i Sally och friheten 1981. Hennes sista filmroll blev kanske den mest kritikerrosade; som matriarken fru Ekdahl i Ingmar Bergmans storfilm Fanny och Alexander 1982. Wållgren är begravd på Norra begravningsplatsen i Stockholm.
Gunn Wållgren var 1941–1949 gift med Hampe Faustman och från 1954 med Per-Axel Branner fram till dennes död 1975, då hon återtog namnet Wållgren. I boken Himmelska tanter (1987) tecknar Stefan Andhé ett speciellt porträtt av hennes person.
Till hennes minne delas årligen Gunn Wållgren-stipendiet ut, på hennes födelsedag den 16 november. Det går till två ”konstnärligt förtjänta dramatiska och lyriska artister”. År 2005 uppgick stipendiesumman till 20 000 kronor vardera.

## Filmografi i urval
- 1943 – Sonja
- 1943 – Ordet
- 1943 – Sjätte skottet
- 1943 – Kvinnor i fångenskap
- 1944 – Flickan och Djävulen
- 1944 – Kejsarn av Portugallien
- 1945 – Skådetennis
- 1945 – Brott och straff
- 1945 – Resan bort
- 1946 – Begär
- 1946 – Medan porten var stängd
- 1946 – Harald Handfaste
- 1947 – Kvinna utan ansikte
- 1948 – Var sin väg
- 1951 – Dårskapens hus
- 1953 – Glasberget
- 1964 – Klänningen
- 1966 – Kvinnas man (TV)
- 1966 – Tartuffe (TV-pjäs)
- 1967 – Fadren (TV-pjäs)
- 1967 – Gengångare (TV-pjäs)
- 1970 – Frida och hennes vän (TV-serie)
- 1970 – Söderkåkar (TV-serie)
- 1972 – Mannen som slutade röka
- 1973 – Kvartetten som sprängdes (TV-serie)
- 1974 – Sanna kvinnor
- 1974 – Rulle på Rullseröd (TV-serie)
- 1976 – Förvandlingen
- 1977 – Bröderna Lejonhjärta
- 1978 – Strandfyndet (TV-serie)
- 1981 – Sally och friheten
- 1982 – Fanny och Alexander

## Teater

### Roller (ej komplett)
| År   | Roll                       | Produktion                                                                      | Regi               | Teater                   |
| ---- | -------------------------- | ------------------------------------------------------------------------------- | ------------------ | ------------------------ |
| 1936 | Mildred                    | Ljuva ungdomstid (Ah , Wilderness) Eugene O'Neill                               | Rune Carlsten      | Dramaten                 |
| 1936 | Betty                      | Fridas visor Birger Sjöberg                                                     | Rune Carlsten      | Dramaten                 |
| 1937 | Hans väninna En sjöjungfru | Eva gör sin barnplikt (Eva aftjener sin barnepligt) Kjeld Abell                 | Rune Carlsten      | Dramaten                 |
| 1937 | Husan                      | Vår ära och vår makt (Vår ære og vår makt) Nordahl Grieg                        | Alf Sjöberg        | Dramaten                 |
| 1937 | Sorel Bliss                | Höfeber (Hay Fever) Noël Coward                                                 | Alf Sjöberg        | Dramaten                 |
| 1937 | Ann                        | En sån dag! (Call it a Day) Dodie Smith                                         | Rune Carlsten      | Dramaten                 |
| 1938 | Dora                       | Spel på havet Sigfrid Siwertz                                                   | Alf Sjöberg        | Dramaten                 |
| 1938 | Peggy Day                  | Kvinnorna (The Women) Clare Boothe Luce                                         | Rune Carlsten      | Dramaten                 |
| 1938 | Edwige                     | Sex trappor upp (Sixième étage) Alfred Gehri                                    | Pauline Brunius    | Dramaten                 |
| 1939 | Shirley                    | Mitt i Europa (Idiot’s Delight) Robert E. Sherwood                              | Rune Carlsten      | Dramaten                 |
| 1939 | Pauline                    | Nederlaget Nordahl Grieg                                                        | Svend Gade         | Dramaten                 |
| 1940 | Curleys hustru             | Möss och människor (Of Mice and Men) John Steinbeck                             | Alf Sjöberg        | Dramaten                 |
| 1941 |                            | Mötas och skiljas (Konkylien) Helge Krog                                        | Stig Torsslow      | Vasateatern              |
| 1942 | Madge Fuller               | Ut till fåglarna (George Washington Slept Here) George S. Kaufman och Moss Hart | Alf Sjöberg        | Dramaten                 |
| 1942 | Puppan                     | I vår Herres hage (Ze života hmyzu) Josef Čapek och Karel Capek                 | Gösta Folke        | Vasateatern              |
| 1943 | Agnes                      | Om ett folk vill leva (Hvis et folk vil leve) Axel Kielland                     | Per-Axel Branner   | Nya Teatern              |
| 1943 | Doris                      | Raid i natt (Flare Path) Terrence Rattigan                                      | Per-Axel Branner   | Nya Teatern              |
| 1943 | Nina                       | Måsen (Чайка, Tjajka) Anton Tjechov                                             | Per-Axel Branner   | Nya Teatern              |
| 1944 | Myrtle Brown               | Det ljusnar vid 7-tiden (Mornings at Seven) Paul Osborn                         | Harry Roeck-Hansen | Blancheteatern           |
| 1944 | Varja                      | Körsbärsträdgården (Вишнёвый сад, Visjnjovyj sad ) Anton Tjechov                | Harry Roeck-Hansen | Blancheteatern           |
| 1944 | Hope Talcott Nathan        | Med clippern västerut (Flight to the West) Elmer Rice                           | Helge Hagerman     | Blancheteatern           |
| 1945 | Bernice Forbes             | Angeläget ärende (Errand for Bernice) Jacques Deval                             | Per-Axel Branner   | Nya Teatern              |
| 1945 | Masja                      | Tre systrar (Три сeстры, Tri sestry) Anton Tjechov                              | Per-Axel Branner   | Nya Teatern              |
| 1946 | Kate                       | På tre man hand (Tre må man være) Jens Locher                                   | Bengt Ekerot       | Nya Teatern              |
| 1946 | Genevra Langdon            | Svart kamrat (Deep Are the Roots) Arnaud d'Usseau och James Gow                 | Per-Axel Branner   | Nya Teatern              |
| 1946 | Eurydike                   | Jag vill kärleken (Eurydice) Jean Anouilh                                       | Per-Axel Branner   | Nya Teatern              |
| 1947 | Billie Dawn                | Född igår (Born Yesterday) Garson Kanin                                         | Per-Axel Branner   | Nya Teatern              |
| 1948 | Freja                      | Henne vi glömmer: Krista (Krista) Knud Sønderby                                 | Sven Lindberg      | Nya Teatern              |
| 1948 | Gertie                     | Henne vi glömmer: Livet är vackert (Livet er skønt) Leck Fischer                | Georg Funkquist    | Nya Teatern              |
| 1948 |                            | En vildfågel (La Sauvage) Jean Anouilh                                          | Stig Torsslow      | Malmö stadsteater        |
| 1949 | Yerma                      | Yerma Federico García Lorca                                                     | Per-Axel Branner   | Nya Teatern              |
| 1949 | Suzanne                    | Den lilla hyddan (La petite hutte) André Roussin                                | Per-Axel Branner   | Nya Teatern              |
| 1949 | Catherine Sloper           | Arvtagerskan (The Heiress) Ruth och Augustus Goetz                              | Per-Axel Branner   | Nya Teatern              |
| 1950 | Minouche                   | Boboll (Bobosse) André Roussin                                                  | Per-Axel Branner   | Nya Teatern              |
| 1951 | Léonie Vincent             | Clérambard Marcel Aymé                                                          | Per-Axel Branner   | Nya Teatern              |
| 1951 | Catherine Sloper           | Arvtagerskan (The Heiress) Ruth och Augustus Goetz                              | Per-Axel Branner   | Riksteatern/ Nya Teatern |
| 1951 | Thérèse                    | Strutsens ägg (Les Oeufs de l'autruche) André Roussin                           | Per Gerhard        | Nya Teatern              |
| 1951 | Grevinnan                  | Så tuktas kärleken (La repetition ou l'amour puni) Jean Anouilh                 | Per-Axel Branner   | Nya Teatern              |
| 1952 | Pamela Marshall            | Man till salu (The Bottom of the Pile) Ernest Vajda och Clement Scott Gilbert   | Per-Axel Branner   | Nya Teatern              |
| 1953 | Marie Chassaigne           | Flodlinjen (The River Line) Charles Morgan                                      | Per-Axel Branner   | Nya Teatern              |
| 1953 |                            | Man till salu (The Bottom of the Pile) Ernest Vajda och Clement Scott Gilbert   | Per-Axel Branner   | Lisebergsteatern         |
| 1953 | Jacqueline                 | Hennes man (Son mari) Paul Géraldy och Robert Spitzer                           | Palle Granditsky   | Nya Teatern              |
| 1953 | Donna Anna                 | Don Juan i helvetet (Man and Superman, akt I) George Bernard Shaw               | Per-Axel Branner   | Nya Teatern              |
| 1954 | Jeanne d'Arc               | Lärkan (L'alouette) Jean Anouilh                                                | Per-Axel Branner   | Nya Teatern              |
| 1954 | Irene Elliot               | Hustruleken (Affaires of State) Louis Verneuil                                  | Gösta Cederlund    | Lisebergsteatern         |
| 1955 | Laura Foster               | Simon och Laura (Simon and Laura) Alan Melville                                 | Per-Axel Branner   | Lisebergsteatern         |
| 1955 | Indras dotter              | Ett drömspel August Strindberg                                                  | Olof Molander      | Dramaten                 |
| 1956 | Nora                       | Ett dockhem (Et Dukkehjem) Henrik Ibsen                                         | Per-Axel Branner   | Riksteatern              |
| 1956 | Gillian Holroyd            | Häxlek (Bell, Book and Candle) John Van Druten                                  | Per-Axel Branner   | Lisebergsteatern         |
| 1957 | Penelope                   | Luftombyte (Penelope) W. Somerset Maugham                                       | Per-Axel Branner   | Lisebergsteatern         |
| 1958 | Jennifer Wren              | Kärande i piffig hatt (Plaintiff in a Pretty Hat) Hugh och Margaret Williams    | Per-Axel Branner   | Lisebergsteatern         |
| 1960 | Meg Dillon                 | Gisslan (The Hostage) Brendan Behan                                             | Per-Axel Branner   | Dramaten                 |
| 1966 | Kristina                   | Kristina August Strindberg                                                      | Per-Axel Branner   | Folkteatern, Göteborg    |
| 1967 | Ranjevskaja                | Körsbärsträdgården (Вишнёвый сад, Visjnjovyj sad) Anton Tjechov                 | Per-Axel Branner   | Dramaten                 |
| 1968 | Esther Franz               | Priset (The Price) Arthur Miller                                                | Per Gerhard        | Vasateatern              |
| 1969 | Sheila                     | Garden Party (Relatively Speaking) Alan Ayckbourn                               | Stig Olin          | Vasateatern              |
| 1970 | Abby Brewster              | Arsenik och gamla spetsar (Arsenic and Old Lace) Joseph Kesselring              | Hasse Ekman        | Scalateatern             |
| 1970 | Lina                       | Vi är alla lika: Kvällssol (Shadows in the Evening) Noël Coward                 | Per-Axel Branner   | Maximteatern             |
| 1970 | Maud Caragnani             | Vi är alla lika: Pojke på delfin (Come Into the Garden , Maud) Noël Coward      | Per-Axel Branner   | Maximteatern             |
| 1971 |                            | Upp i smöret (The Band Wagon) Terence Frisby                                    | Isa Quensel        | Intiman                  |
| 1971 | Mrs Bryant                 | Rötter (Roots) Arnold Wesker                                                    | Bertil Lundén      | Riksteatern              |
| 1974 | Tokan i Chaillot           | Tokiga grevinnan (La Folle de Chaillot) Jean Gireaudoux                         | Palle Granditsky   | Upsala-Gävle stadsteater |
| 1978 | Fru Vigneron               | Korparna (Les Corbeaux) Henry Becque                                            | Alf Sjöberg        | Dramaten                 |
| 1979 | Grevinnan Latour du Nord   | Herrn går på jakt (Monsieur Chasse) Georges Feydeau                             | Palle Granditsky   | Dramaten                 |
| 1981 | Ethel Mayer                | Sista sommaren (On Golden Pond) Ernest Thompson                                 | Bo Widerberg       | Dramaten                 |

## Radioteater

### Roller
| År   | Roll                      | Produktion                    | Regi            |
| ---- | ------------------------- | ----------------------------- | --------------- |
| 1943 | Fröken Roberts, guvernant | Mollusken Hubert Henry Davies | Gunnar Skoglund |

## Priser och utmärkelser
- 1947 – Gösta Ekman-stipendiet
- 1953 – Teaterförbundets guldmedalj
- 1959 – O'Neill-stipendiet
- 1962 – Svenska teaterkritikers förenings teaterpris
- 1975 – Svenska Akademiens teaterpris
- 1979 – Litteris et Artibus
- 1981 – Guldbaggen för bästa kvinnliga huvudroll (i Sally och friheten)